# Дом летающих кинжалов
«Дом лета́ющих кинжа́лов» (кит. 十面埋伏, shí miàn mái fú, англ. House of Flying Daggers) — художественный фильм в жанре уся, поставленный китайским режиссёром Чжан Имоу и рассказывающий о тайном агенте императорской полиции, который, охотясь за лидерами повстанческого движения, завоёвывает доверие дочери лидера мятежников. Это один из фильмов, отображающих «запретную» любовь и показывающих, как любовь губит жизни.
Фильм стал участником внеконкурсной программы 57-го Каннского кинофестиваля.
В прокате фильм собрал около 93 млн долларов.
Чжао Сяодин был номинирован на «Оскар» в 2005 году за лучшую операторскую работу.

## Сюжет
Древний Китай, время правления династии Тан, 859 год. Процветающая в прошлом династия императоров приходит в упадок. Земли охватывают волнения, очаги недовольства вспыхивают с каждым днём сильнее. Всё больше горожан вступают в тайное движение «Дом летающих кинжалов», прозванных так за искусное обращение с метательным оружием. Совершая набеги на богатых и отдавая деньги бедным, они завоёвывают любовь и признание мирных жителей, но вместе с этим и получают сильных врагов в лице чиновников и солдат.
Основной сюжет закручивается вокруг Цзиня — капитана местной полиции. Его друг капитан Лю поручает ему посетить новый дом развлечений «Пионовый сад», где одна из танцовщиц, возможно, является дочерью убитого главаря, за которого повстанцы поклялись отомстить. Цзинь посещает дом и просит показать ему лучшую танцовщицу, при этом хозяйка упоминает, что эта девушка слепа. К нему приводят девушку по имени Сян Мэй. Девушка танцует танец и поёт песню: «Живёт на севере такая красота, один её взгляд и гибнут города, другой взгляд — и вся страна в смятении…». Но едва она заканчивает танец, как выпивший Цзинь кидается на неё. Прибежавшая полиция во главе с Лю якобы арестовывает Цзиня, и хочет арестовать Сян Мэй. Хозяйка в последний момент уговаривает капитана Лю не арестовывать её лучшую танцовщицу. Взамен Лю просит, чтобы Сян Мэй станцевала для него. Во время танца Сян Мэй нападает на Лю. В ходе продолжительного поединка Лю с трудом побеждает Сян Мэй, и её хватает полиция. В личных вещах Сян Мэй обнаруживаются «летающие кинжалы» — особые метательные ножи, которыми пользуется их тайное общество. В разговоре с Цзинем Лю говорит, что, возможно, это и есть дочь убитого главаря «Дома летающих кинжалов». Она слепа, но в совершенстве владеет оружием и боевыми искусствами, полагаясь только на слух.
Ночью на полицейское управление нападает неизвестный человек, который легко побеждает караульных, освобождает Сян Мэй и убегает с ней в лес. Таинственным воином оказывается Цзинь, действующий по поручению Лю. Сян Мэй узнаёт его голос, хотя не видит его и не знает его имени — он называет себя Ветер. Отбившись от солдат, путники переодеваются и идут в одно из полей. Но и здесь солдаты находят их. В отличие от предыдущих четырёх солдат (которые по сговору притворились убитыми Цзинем), эти не знают капитана, и Цзинь вместе с Сян Мэй отбивает атаку первого отряда, после чего подоспевает ещё больше правительственных солдат. В последний момент, когда Цзин и Сян Мэй уже почти обессилели, из лесной чащи вылетают несколько десятков деревянных шипов, которые убивают нескольких солдат и помогают путникам одолеть остальных. Ночью Цзинь идёт в лес и встречает Лю. Тот предупреждает его о новом отряде солдат, и предлагает ему вооружение, но Цзинь отказывается — он устал убивать своих. Найдя ночлег в одной из деревень, они сидят доме у костра. Сян Мэй спрашивает у Цзиня, почему он называет себя Ветер, на что он отвечает что он как ветер — летит куда он пожелает, и не останавливается. Сян Мэй ссорится с Ветром и уходит. Чуть позже Цзинь видит, что в погоню за Сян Мэй устремляется колонна солдат.
Ничего не подозревающая девушка сидит в бамбуковом лесу. Неожиданно на неё нападают солдаты, притаившиеся на деревьях. Возвращается Ветер и помогает Сян Мэй отбиться от солдат, вместе они пытаются убежать, но попадают в ловушку. Солдаты прибивают их к земле бамбуковыми копьями. Неожиданно появившиеся воины «Дома летающих кинжалов» за считанные секунды убивают большой генеральский отряд и освобождают путников. Главой «Летающих кинжалов» оказывается хозяйка «Пионового сада». Цзиня разоблачают и пленят. Сян Мэй оказывается зрячей, и говорит, что она не была дочерью главаря. Неожиданно приводят пленного капитана Лю. Главарь дома сама уводит его, чтобы убить, но вместо этого освобождает. Лю тоже принадлежит к клану, а все эти события были изощренной игрой с целью заманить в ловушку генеральские отряды. Лю просит встречи с Сян Мэй, которую он любит. Тренируясь в лесу, они ложатся на траву и целуются, но Сян Мэй больше не любит его, она полюбила Цзиня и хочет быть с ним. В ярости Лю хочет овладеть ей силой, но подоспевшая глава ранит его кинжалом и требует, чтобы он продолжил шпионить для Дома, после чего приказывает Мэй увести Цзиня и убить его. Но Сян Мэй не может его убить. Она освобождает его, и они занимаются любовью. Цзинь спрашивает у неё, смогут ли они встретиться, на что она отвечает, что в этом случае один из них неминуемо погибнет. Цзинь предлагает ей поехать с ним и скитаться по миру «как ветер», на что она отвечает отказом. Цзинь уезжает. Сян Мэй после некоторых размышлений едет за ним, но в поле из зарослей неожиданно вылетают два кинжала, один из которых сильно ранит Мэй, после чего она видит Лю, выходящего из зарослей. Тот в ярости, потому что Сян Мэй предала его. Прибежавший Цзинь вступает в отчаянную схватку с Лю и они продолжают схватку до зимы. В это же время в лесу армия солдат направляется вкатывать «Дом летающих кинжалов».Цзинь наносит и получает множество ранений Лю и почти побеждает его, но тот неожиданно вытаскивает кинжал, которым его ранила Хозяйка. Тяжело раненная Сян Мэй поднимается и угрожает убить Лю, если он не уйдёт. Цзинь умоляет её не вытаскивать кинжал из груди, иначе она погибнет. Он изо всех сил идет к Сян Мэй. Лю делает обманный выпад кинжалом, но на самом деле не выпускает его из руки. Сян Мэй, желая спасти любимого, бросает наперехват тот кинжал, что был у неё в груди, но он отбивает лишь каплю крови, сорвавшуюся с кинжала Лю во время его выпада. Мэй умирает от потери крови и улыбается им обоим. Лю в агонии уходит, а Цзинь прижимает Мэй к себе и поёт ей песню, которую она когда-то пела для него:
Живёт на севере такая красота,
Что нет прекраснее на белом свете.
Один лишь взгляд её — и гибнут города,
Ещё один — и вся страна в смятении.

## В главных ролях
| Актёр           | Роль    |
| --------------- | ------- |
| Энди Лау        | Лю      |
| Такэси Канэсиро | Цзинь   |
| Чжан Цзыи       | Сян Мэй |

## Производство
Большая часть фильма была снята в Карпатах, в Национальном парке «Гуцульщина», а решающая боевая сцена — в Косове (Ивано-Франковская область, Украина).
По словам режиссёра Чжан Имоу, эти места привлекли его своими красотами, и в сентябре 2003 года съёмочная группа прибыла на Украину. Однако погода не благоприятствовала съёмкам. Постоянно шёл дождь, а в октябре выпал снег, застав съёмочную группу врасплох. Имоу решил не дожидаться, пока стает снег, а изменить сценарий таким образом, чтобы казалось, как будто эта эпическая битва началась осенью и закончилась зимой, и остался очень доволен тем, как всё обернулось, поскольку снег заметно добавил сцене атмосферность.